# Mercato (Napels)
Mercato is een van de dertig quartieri, kwartieren of wijken van de Italiaanse stad Napels. De wijk heeft ongeveer 9.000 inwoners op een oppervlakte van maar 0,39 km². Daarmee is Mercato de kleinste van de 30 wijken van Napels. De wijk maakt samen met de wijken San Giuseppe, Montecalvario, Avvocata, Pendino en Porto het stadsdeel Municipalità 2 uit.
Mercato ligt tussen de wijken Pendino in het westen en Zona Industriale in het oosten. In het zuiden grenst de wijk aan de Golf van Napels.
De Piazza del Mercato en de Basilica di Santa Maria del Carmine Maggiore, een grote kerk aan dit plein, liggen ondanks de naam van het plein niet in de wijk, maar in de aangrenzende wijk Pendino.